# Nekropole von Calancoi

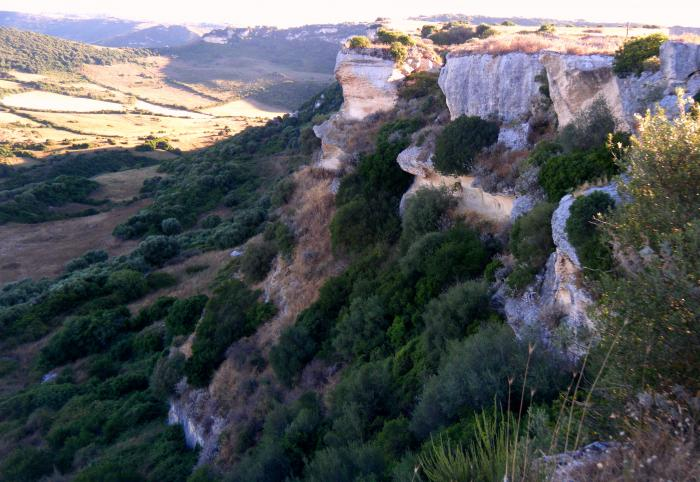
Tal von Calancoi

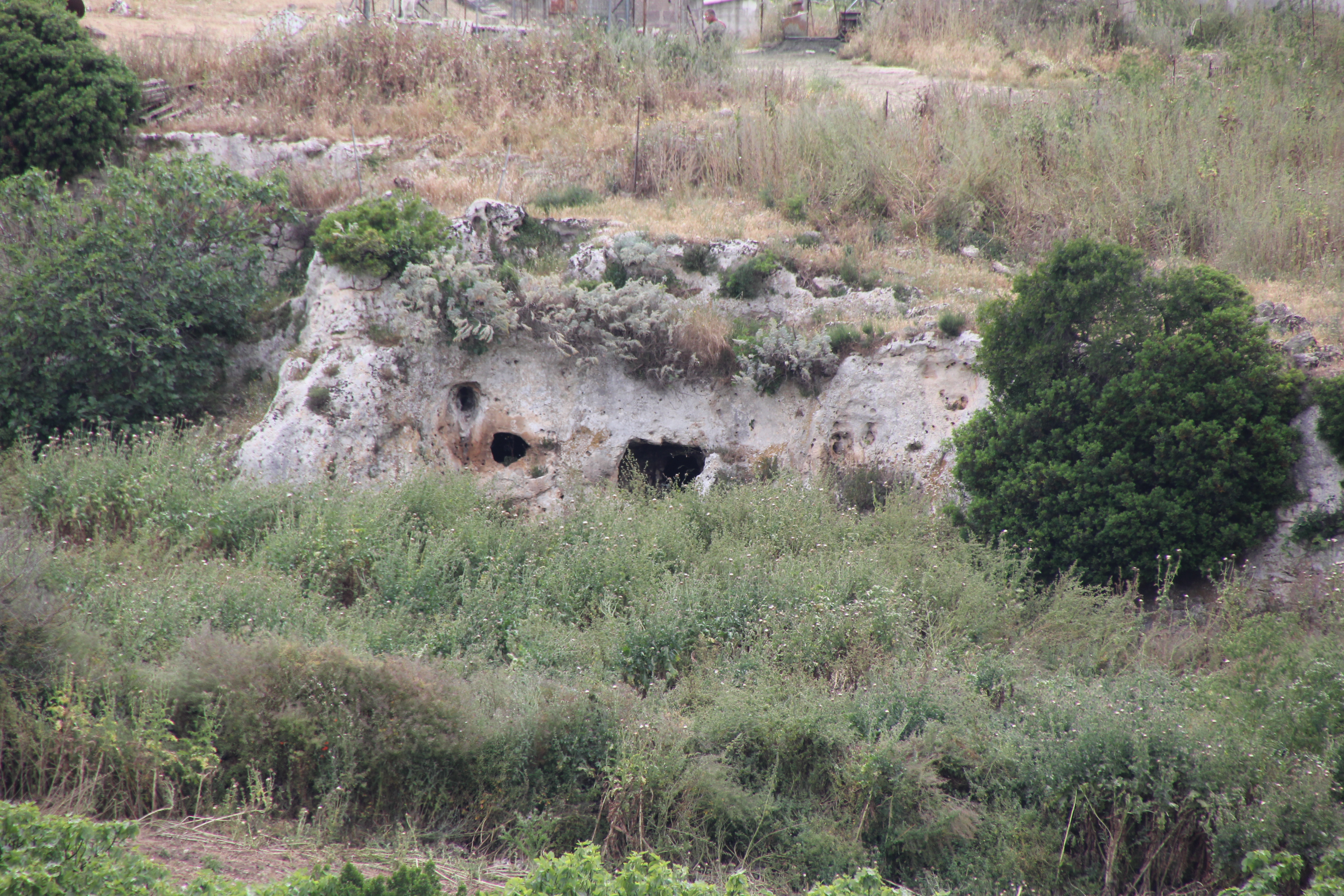
Nekropole von Calancoi

Die Nekropole von Calancoi-Sos Saltos sind Felsgräber, die sich etwa zwei Kilometer östlich von Sassari in der Metropolitanstadt Sassari auf Sardinien befinden. Die sieben Domus de Janas (deutsch „Häuser der Feen“); auch als (italienisch Necropoli ipogeica bezeichnet), befinden sich nur wenige hundert Meter von der SS 127 die Bunnari mit Osilo verbindet entfernt.

## Beschreibung
Die Nekropole der Ozieri-Kultur erstreckt sich über etwa 220 m an einem Kalksteinhang, der das Tal beherrscht. Die mehrzelligen Felsgräber bestehen aus drei bis acht miteinander verbundenen Kammern. Drei Anlagen sind von besonderer Bedeutung. In ihnen sind architektonische Elemente wie Feuerstellen, Pilaster, Scheintüren und Stürze in Flachrelief in den Fels gehauen, um eine Umgebung herzustellen, die ähnlich aussieht wie der Ort, an dem der Verstorbene sein Leben verbrachte. Zwei Paare gekrümmte Stierhörnerreliefs im naturalistischen Stil sind in den Tomba IV und VI vorhanden.
Auf der Grundlage der architektonischen und dekorativen Elemente wird die Nekropole in die spätneolithische Ozieri-Kultur (3500–2900 v. Chr.) datiert.
In der Nähe liegt die Nekropole von Sos Laccheddos.